# Eduardo Brenner
Eduardo Germán Brenner (Buenos Aires, 11 de noviembre de 1961 - El Chaltén, 5 de noviembre de 1988) fue un escalador y montañista argentino, reconocido por abrir nuevas vías de escalada en montañas de su país, como el Monte Fitz Roy, o el Cerro Catedral en la Patagonia.

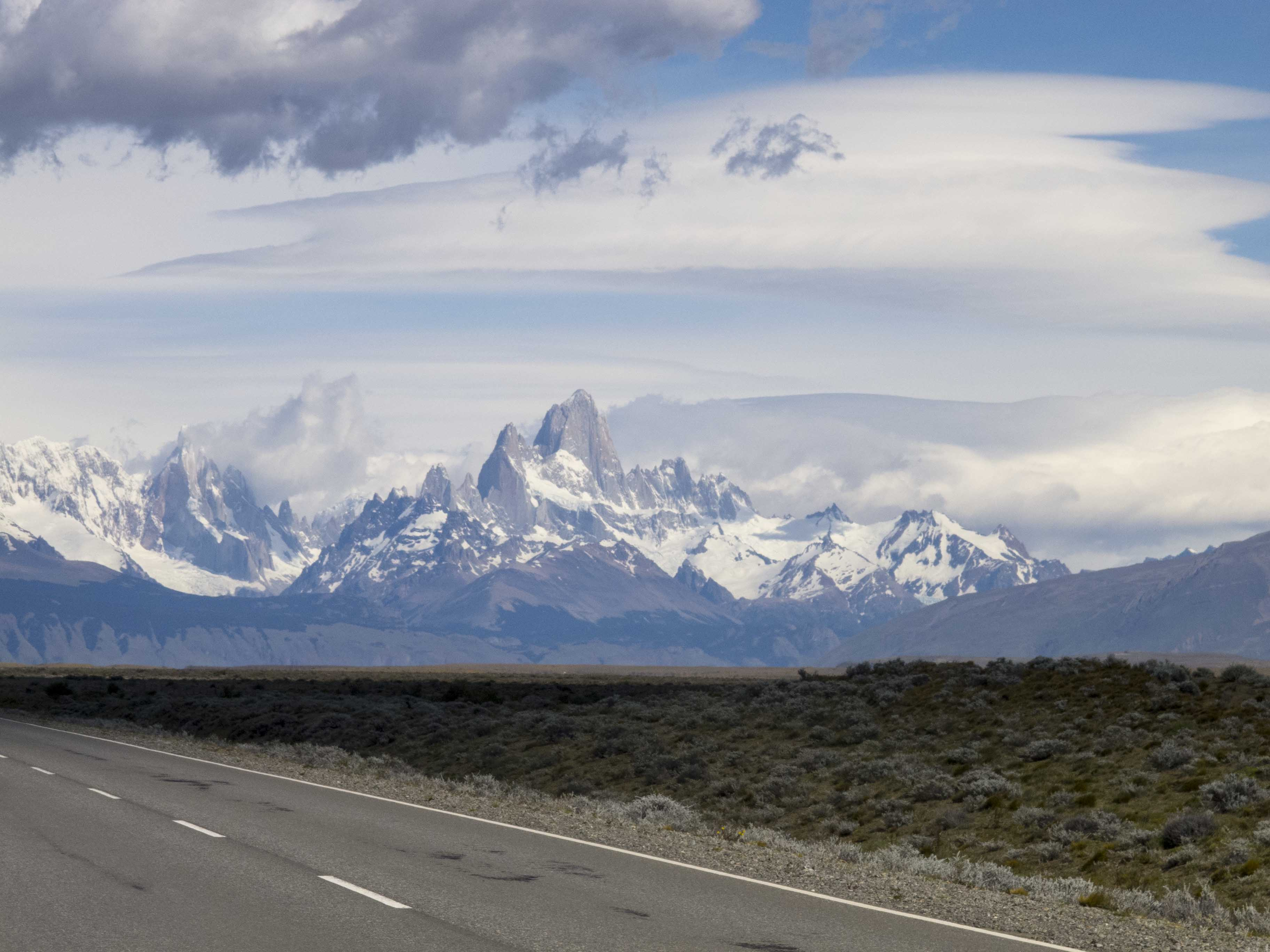
En el Fitz Roy Eduardo Brenner abrió una nueva vía de escalada y realizó la primera escalada invernal

## Trayectoria
Eduardo fue el segundo hijo de Rodolfo Brenner, doctor en química y de Martha Grosso, realizó su escuela secundaria en la Escuela del Sol de Buenos Aires y estudió ciencias agrarias en la Universidad de Buenos Aires. 
Gran conocedor de la Patagonia, particularmente de la zona de escalada de El Chaltén, ha dejado  su impronta en esa ciudad, a tal punto de que una de las calles lleva su nombre. Pasó veranos e inviernos abriendo vías de escalada nuevas en los montes Fitz Roy, Aguja Guillaumet, Aguja Bífida y Cerro Adela. Sus compañeros de escalada siempre mencionan el perfeccionista estilo técnico que desarrolló. Como docente ofreció cursos de escalada en roca y en hielo para el Club Andino Buenos Aires entre los años 1984 y 1988.
El 5 de noviembre de 1988, después de un intento fallido a la cumbre del Cerro Torre, Eduardo Brenner se sumó a un grupo de conocidos que harían una bajada en gomón por el Río de las Vueltas, con el trágico resultado de la pérdida de tres vidas, incluida la suya.
A pesar de los años su nombre siempre es referencia entre los montañistas que se acercan a esas tierras, y han bautizado a un sector de la montaña como Espolón Brenner. Asimismo, en el Cerro Catedral, una nueva ruta fue bautizada Por siempre Edwards en honor a su nombre.
Luego de su muerte, sus padres decidieron instituir la Beca Carlos y Eduardo Brenner, en homenaje a sus hijos, ambos fallecidos en accidentes en la Patagonia. La Beca es coordinada por la Academia Nacional de Ciencias Exactas, Físicas y Naturales.

## Actividad deportiva
- Primera ascensión a la Aguja Guillaumet: 21 de enero de 1981. Junto a Eduardo Moschioni.[7][8]
- Nueva ruta en el Monte Fitz Roy: Ruta Franco Argentina (pared sudeste) 9 y 10 de marzo de 1984. Junto a Alberto Bendinger, Marcos Couch y Pedro Friedrich.[9][10][11][12]
- Nueva ruta en la cara Oeste del Cerro Catedral (“Via del Orco” en la cara Sur) enero de 1986. Junto a Pedro Friederich y Marcos Couch.[13]
- Fitz Roy: primera ascensión invernal (ruta Supercanaleta) 26 y 28 de julio de 1986. Junto a Gabriel Ruiz y Sebastián de la Cruz.[14]
- Cerro Aconcagua, (pared norte) Mendoza febrero de 1987
- Aguja Guillomet, macizo Fitz Roy, septiembre de 1987
- Fitz Roy: noviembre de 1987, junto a Silvia Fitzpatrick.Considerado el primer ascenso al Fitz Roy por una mujer.
- Aguja Bífida: noviembre de 1988 junto a Pedro Friedrich.
- Participó en el primer torneo de escalada Rock Master Frey que se realizó en enero de 1988 obteniendo el tercer puesto sobre 29 escaladores.[15][16]
- Cerro Adela Primera ascensión a la cumbre norte, en 1988 junto a Silvia Fitzpatrick.[17][18]